# Луе-Вільденау
Луе-Вільденау (нім. Luhe-Wildenau) — громада в Німеччині, розташована в землі Баварія. Підпорядковується адміністративному округу Верхній Пфальц. Входить до складу району Нойштадт-ан-дер-Вальднааб.
Площа — 38,66 км2. Населення становить 3477 ос. (станом на 31 грудня 2020).